# Palmyra (terytorium)
Palmyra (ang. Palmyra Atoll) – niewielki atol w północnej części Oceanu Spokojnego w archipelagu Sporad Środkowopolinezyjskich, na południe od Hawajów, w połowie drogi między nimi a Samoa Amerykańskim. Składa się z około 50 koralowych wysepek o łącznej powierzchni 12 km², porośniętych lasami palmowymi; długość linii brzegowej 14,5 km.

## Historia

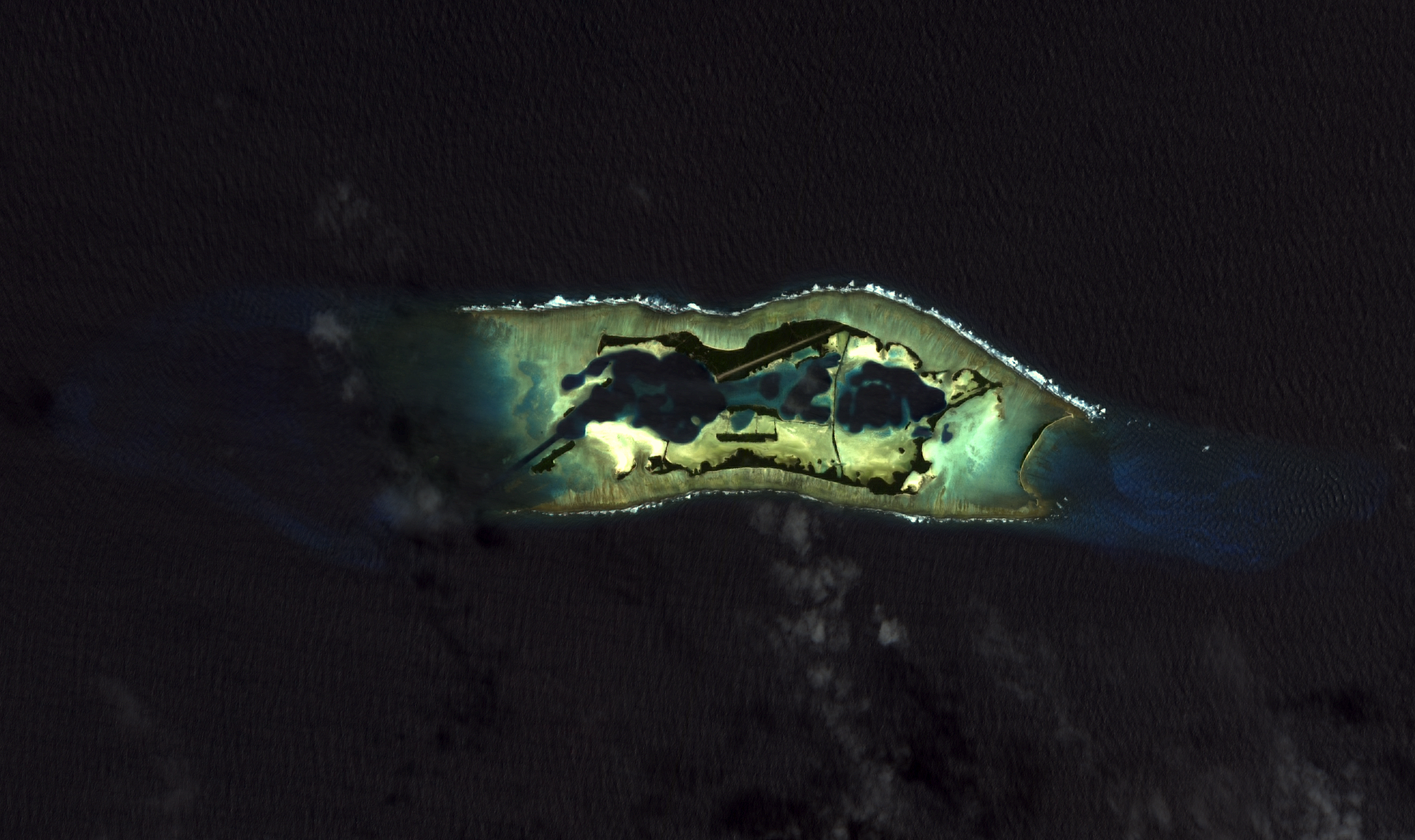
Zdjęcie satelitarne

Palmyra została po raz pierwszy dostrzeżona z pokładu statku w 1798, jednakże pierwszy człowiek wylądował na niej dopiero w 1802, gdy u jej wybrzeży rozbił się amerykański statek Palmyra. W połowie XIX wieku atol wzbudzał zainteresowanie kompanii zajmujących się eksploatacją guano, ale okazało się, że nie występuje ono tutaj z powodu obfitych opadów, które spłukiwały je do morza.

Nieoficjalna flaga Palmyry

W 1862 hawajski władca Kamehameha IV nakazał zajęcie wysp; 15 kwietnia stały się formalnie częścią królestwa Hawajów. W dalszych latach Palmyra dostała się w ręce prywatne, kilkakrotnie zmieniając właścicieli. Prawa do wysp rościła sobie również Wielka Brytania. Pod koniec XIX wieku próbowano ją skolonizować, ale pierwsze wysłane na nią małżeństwo wytrzymało tam od września 1885 do sierpnia 1886.
W 1898 Palmyra wraz z Hawajami została formalnie zaanektowana przez Stany Zjednoczone, co zostało potwierdzone ponownie, aby uniknąć dalszych brytyjskich pretensji, w 1911. Atol pozostawał w rękach różnych firm i osób prywatnych, z wyjątkiem okresu II wojny światowej, aż do czasów współczesnych.
W 1940 atol został przejęty przez  Ministerstwo Marynarki USA, które w czasie II wojny światowej zorganizowało na niej bazę lotnictwa morskiego. Ze zbudowanego na największej wyspie lotniska startowały samoloty zwiadowcze wykonujące dalekie loty nad Pacyfikiem. Po zakończeniu wojny, wyrokiem sądu z 1947, została zwrócona byłemu właścicielowi, rodzinnej firmie Fullard-Leo, która posiadała ją od 1922 aż do wybuchu wojny. Po uznaniu Hawajów za kolejny stan USA w 1959, atol, który dotychczas formalnie wchodził w skład Terytorium Hawajów, otrzymał odrębność administracyjną. Tragiczne wydarzenie miało miejsce na wyspie w 1974, kiedy to zostało zamordowane małżeństwo, które przybyło jachtem na wyspę (historia ta stała się kanwą powieści Vincenta Bugliosiego And the Sea Will Tell z 1991, na podstawie której nakręcono miniserial telewizyjny).
W 1998 atol został wystawiony na sprzedaż, pojawiły się, zagrażające przyrodzie atolu, koncepcje jego zagospodarowania jako składowiska odpadów promieniotwórczych lub urządzenia na nim luksusowego ośrodka turystycznego czy kompleksu kasyn. Aby uniemożliwić takie działania, w styczniu 2000 Palmyra została zakupiona za kwotę 37 mln dolarów przez istniejącą od 1951 międzynarodową organizację The Nature Conservancy zajmującą się ochroną przyrody. Teren miał podlegać ochronie na zasadzie rezerwatu przyrody. Od 2001 wody terytorialne otaczające atol, o szerokości 12 mil morskich, również podlegają ochronie jako Palmyra Atoll National Wildlife Refuge.